# Shingo Akamine
Shingo Akamine (jap. 赤嶺 真吾 Akamine Shingo; ur. 8 grudnia 1983) – japoński piłkarz występujący na pozycji napastnika. Obecnie występuje w Fagiano Okayama.

## Kariera klubowa
Od 2006 roku występował w klubach FC Tokyo, Vegalta Sendai, Gamba Osaka i Fagiano Okayama.